# 国胜乡
国胜乡，是中华人民共和国四川省攀枝花市盐边县下辖的一个乡镇级行政单位。

## 行政区划
国胜乡下辖以下地区：
上田坝村、大毕社区村、热水塘社区村、大石房社区村、东巴湾村、民胜村、新村社区村、小坪村、梭罗村、扎古村、新毕社区村、机房村、大花地村和淘水社区村。

## 特产
国胜茶：中国地理标志产品。